# Слюзівка
Слю́зівка — село в Україні, у Семенівській селищній громаді Кременчуцького району Полтавської області. Населення становить 84 осіб. 

## Географія
Село Слюзівка знаходиться на відстані 2,5 км від сіл Новоселиця, Товсте та Вільне.

## Історія
12 червня 2020 року, відповідно до розпорядження Кабінету Міністрів України № 721-р «Про визначення адміністративних центрів та затвердження територій територіальних громад Полтавської області», село увійшло до складу Семенівської селищної міської громади.
19 липня 2020 року, в результаті адміністративно - територіальної реформи та ліквідації Семенівського району, село увійшло до складу новоутвореного Кременчуцького району.

## Репресовані совєцькою владою односельці
1. Гречкосій Дмитро Антонович — 1880 року народження, місце народження: Полтавська обл. с. Слюзівка Семенівського р-ну, національність: українець, соціальне походження: із селян, освіта: освіта початкова, останнє місце проживання: Полтавська обл. с. Бугаївка Глобинського р-ну, останнє місце роботи: Колгоспник, Заарештований 7 вересня 1937 р., Засуджений Особливою трійкою при УНКВС Харківської обл. 17 вересня 1937 р. за ст. 54-10 ч. 1 КК УРСР до 10 років позбавлення волі.
Всі архівні кримінальні справи на репресованих зберігаються в архіві Територіального управління Служби Безпеки України в Полтавській області, задля отримання доступу до архівної кримінальної справи достатньо звернутися до територіального УСБУ шляхом надіслання заяви, доступ до архівних кримінальних справ громадянам України гарантовано на підставі ст. 5 Закону України « Про доступ до архівів репресивних органів комуністичного тоталітарного режиму 1917—1991 років» від 21.05.2015 року.
2. Гречкосій Василь Данилович — 1885 року народження, місце народження: Полтавська обл. с. Слюзівка Семенівського р-ну, національність: українець, соціальне походження: із селян, освіта: освіта початкова, останнє місце проживання: с. Слюзівка, останнє місце роботи: Селянин-одноосібник, Заарештований 23 лютого 1930 р., Засуджений Особливою нарадою при Колегії ДПУ УСРР 24 березня 1930 р. за ст. ст. 54-2, 54-11 КК УСРР до 10 років позбавлення волі.
3. Пальчун-Чуйко Василь Васильович — 1907 року народження, місце народження: Полтавська обл. с. Слюзівка Семенівського р-ну, національність: українець, соціальне походження: із селян, освіта: освіта початкова, останнє місце проживання: с. Слюзівка, останнє місце роботи: Колгоспник, Заарештований 07.09.1937 р., Засуджений Особливою трійкою при УНКВС Харківської обл. 07.09.1937 р. за ст. 54-10 ч. 1 КК УРСР до 10 років позбавлення волі.